# Extremúsika
Extremúsika es un festival musical, orientando principalmente al rock, que se celebra en Extremadura, España. En sus primeras ediciones fue organizado por la promotora A Vallekas Producciones, que después pasó el testigo a Progevents. Contó con una primera edición en 1998 pero fue a partir de 2004 cuando empezó a celebrarse anualmente. Actualmente es uno de los festivales más multitudinarios del país.
Sus primeras ediciones se celebraron en el recinto hípico de Cáceres, a las afueras de la ciudad por la Autovía de la Plata. Contaba con zona de acampada para los asistentes, donde tras los conciertos continuaba la fiesta hasta el día siguiente, y también se organizaban actuaciones teatrales y mercadillos. En las ediciones de 2006 y 2007 se instaló un mercadillo medieval.
La edición del 2009 se celebró en el albergue juvenil El Prado, en Mérida, por decisión de los promotores, al no llegar a un entendimiento con el Ayuntamiento de Cáceres para su continuidad.
Tras la edición del 2009 y, con los problemas climatológicos acaecidos tanto el último año como el anterior, el festival paró unos años a la espera de "bonanza económica".
El festival volvió a retomarse puntualmente de nuevo en Cáceres en junio de 2014, con una edición de un solo día. A finales de 2017 se anunció una nueva edición del festival que tuvo lugar en el mes de abril de 2018, volviendo a celebrarse en mayo de 2019 de nuevo como evento de carácter anual. Tras el parón obligatorio por la pandemia de COVID-19 se cancelaron las ediciones de 2020 y 2021, y volvió en 2022 a retomarse anualmente.

## Historia

### Extremúsica 1998
En el año 1998 se realizó el primer festival Extremusica (entonces aún con "c"). El festival se realizó en dos días. El primero de ellos con las actuaciones de Ska-P, Reincidentes, Porretas, Mamá Ladilla y Canallas. Al día siguiente la actuación corrió a cargo únicamente de Dover, que se había lanzado ese año al estrellato con su disco Devil Came to Me.
Este primer festival no tenía aún una intención de continuidad, por lo que no se realizó uno al año siguiente. Fue en 2004 cuando se realizó el segundo.

### Ediciones posteriores

#### Extremúsika 2004
El segundo Extremúsika (esta vez en su nombre actual con "k") se celebró en 2004, el 14 de mayo. Comenzó como un festival humilde y su duración fue de tan solo un día. Los grupos que tocaron fueron Marea, Fito & Fitipaldis, Poncho K, Albertucho, Despistaos y Sínkope, este último grupo de la tierra. Esta edición fue un rotundo éxito y contó con unos 8.000 asistentes.

#### Extremúsika 2005

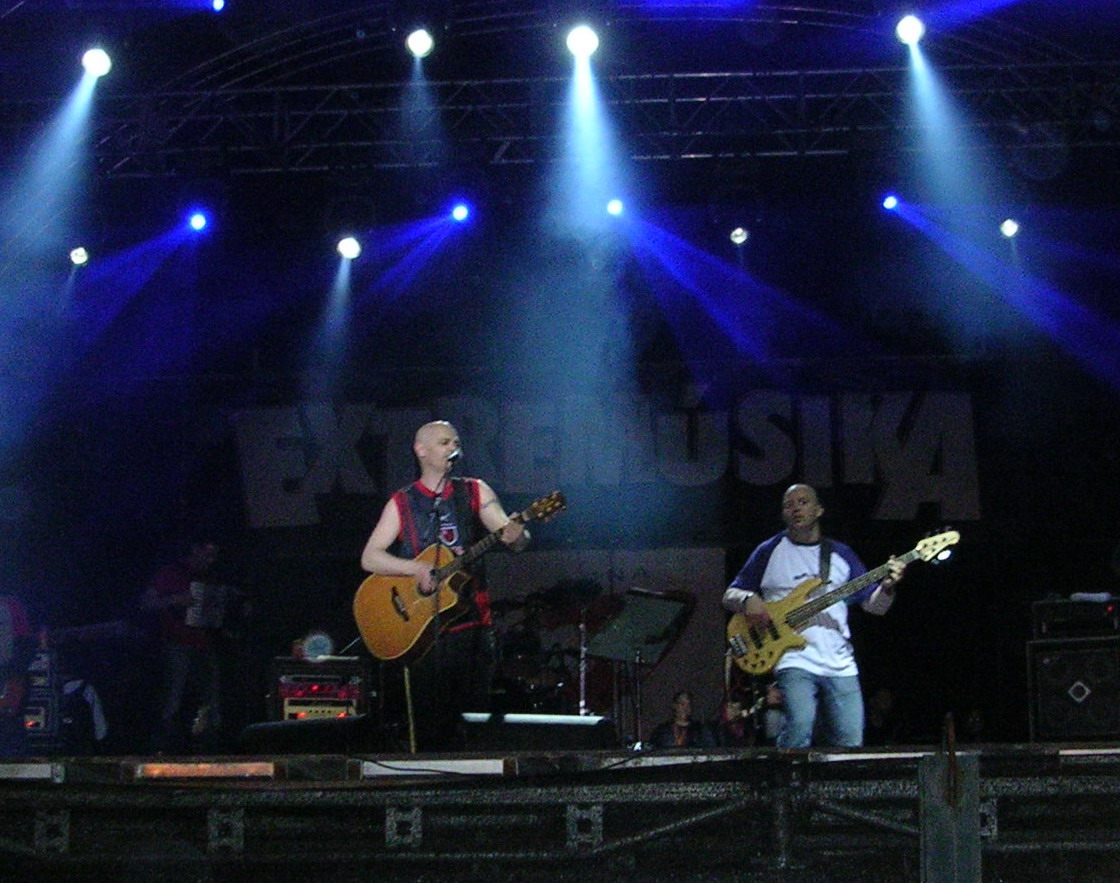
Celtas Cortos, en su actuación que cerró la edición del 2006

Fue en su tercera edición y gracias al éxito de la anterior cuando el festival tuvo aspiraciones de convocatoria nacional. Se amplió su duración a dos días (15 y 16 de abril de 2005) y se vendieron las entradas en bono para ambos. Se instaló la zona de acampada para los asistentes y se aumentó considerablemente el número de bandas. Los principales cabezas de cartel fueron Saratoga, Barricada, O'funk'illo y Reincidentes. Destaca también la asistencia de Despistaos y Albertucho, que se harán después artistas fijos del festival en los años siguientes. Este año la asistencia rondó las 18.000 personas.

#### Extremúsika 2006
En la edición de 2006 (31 de marzo y 1 de abril) se instalaron dos escenarios situados uno junto a otro para evitar las esperas entre un grupo y otro debido a los cambios del material técnico y los instrumentos, lo que hizo el festival mucho más dinámico y permitió aumentar el número de bandas a 33. Sínkope volvió a actuar, esta vez como cabeza de cartel del viernes, justo después de Tierra Santa, y el sábado se cerró el festival con la actuación de Celtas Cortos, que volvían a los escenarios después de que Jesús Cifuentes, su cantante, volviera al grupo tras unos años en solitario. Destacó la inclusión en Extremúsika de Kreator una banda de metal, ya que ese género musical no había entrado hasta ahora en el festival. Tras esta edición, Extremúsika se convirtió en uno de los principales festivales de rock del país, con una asistencia de 45.000 personas, solo superado por Viñarock.

#### Extremúsika 2007
Para la edición de 2007 se amplia el festival a tres días, celebrándose 12, 13 y 14 de abril y consiguiendo un récord de asistencia con 68.000 personas. La presentación oficial tuvo lugar el 31 de enero en la sala Copérnico de Madrid, con la actuación de Dr. Sapo. Otra de las novedades de esta edición fue la colocación de un nuevo escenario en el cual actuaron grupos de versiones de otras grandes bandas como Leño, AC/DC o Kiss. Por otro lado, la actuación de Sínkope se redujo en tiempo debido a la muerte del padre de uno de sus componentes y solo tocaron tres temas.

#### Extremúsika 2008
En la edición de 2008 se suspende el concierto de Rata Blanca (jueves) por la lluvia, y se aplazan Saratoga y Mamá Ladilla al viernes por la mañana. Finalmente, el sábado se suspendieron todos los conciertos debido a la lluvia y al viento. Resultó ser, por tanto, una edición bastante "accidentada" ya que tuvieron que suspenderse todos los conciertos del último día, aun así la organización decidió devolver la parte proporcional del precio de la entrada.

#### Extremúsika 2009
En su edición de 2009 la sede del festival se trasladó a la capital extremeña, Mérida, desarrollándose en el albergue juvenil El Prado. Destacaron las actuaciones de artistas internacionales de la talla de The Misfits y Bad Religion, así como la inclusión de una jornada dedicada al rock andaluz con algunos de sus artistas más destacados.

#### Extremúsika 2014
La organización del festival confirmó recientemente que en 2014 el festival se celebraría de nuevo en Cáceres, el día 14 de junio. Fue de nuevo una edición, por tanto, de un solo día, en el que actuaron solo seis grupos; a modo de celebración del décimo aniversario del festival.

#### Extremúsika 2018
A finales de 2017 se anuncia una nueva edición que tiene lugar el 12, 13 y 14 de abril de 2018, en el recinto hípico de Cáceres como en anteriores ediciones. Tras el buen resultado del festival, la organización comunica que continuará los años posteriores.

#### Extremúsika 2019
La edición de 2019 del festival tiene lugar los días 1, 2, 3 y 4 de mayo, en el recinto hípico de Cáceres como en anteriores ediciones. En esta ocasión, el festival reúne a 39.100 personas con un cartel en el que destaca la primera fecha de la gira de retorno de Marea, con más de 13 000 espectadores.

#### Extremúsika 2022
La edición de 2022, tras dos años de parón por la pandemia COVID-19, volvió a Cáceres los días 6, 7 y 8 de octubre de 2022. Según fuentes oficiales fue el festival más multitudinario de su historia hasta el momento, con 72 000 espectadores, superando los 68 000 asistentes de la edición de 2007.

#### Extremúsika 2023
La celebración de la siguiente edición del festival, tuvo lugar los días 12, 13 y 14 de octubre de 2023. Según fuentes del propio festival, la edición llegó a albergar a 81 000 espectadores, la más multitudinaria hasta la fecha.

#### Extremúsika 2024
La edición de 2024 se celebrararon los días 26, 27 y 28 de septiembre.

## Lista de actuaciones

### 1998
- Viernes: Ska-P, Reincidentes, Porretas, Mamá Ladilla, Canallas.

- Sábado: Dover

### 2004
Marea, Fito & Fitipaldis, Poncho K, Albertucho, Despistaos, Sínkope.

### 2005
- Viernes: Saratoga, Barricada, Poncho K, Def con Dos, Los Suaves, Koma, La Gripe (banda), Fe de Ratas, Los Reconoces, La taberna de Moe.

- Sábado: Jiménez & Laina, O'funk'illo, Medina Azahara, La Fuga, M Clan, Despistaos, Mojinos Escozíos, Los Delinqüentes, Dr. Sapo, Albertucho, Toronto, Maggot Brain.

### 2006

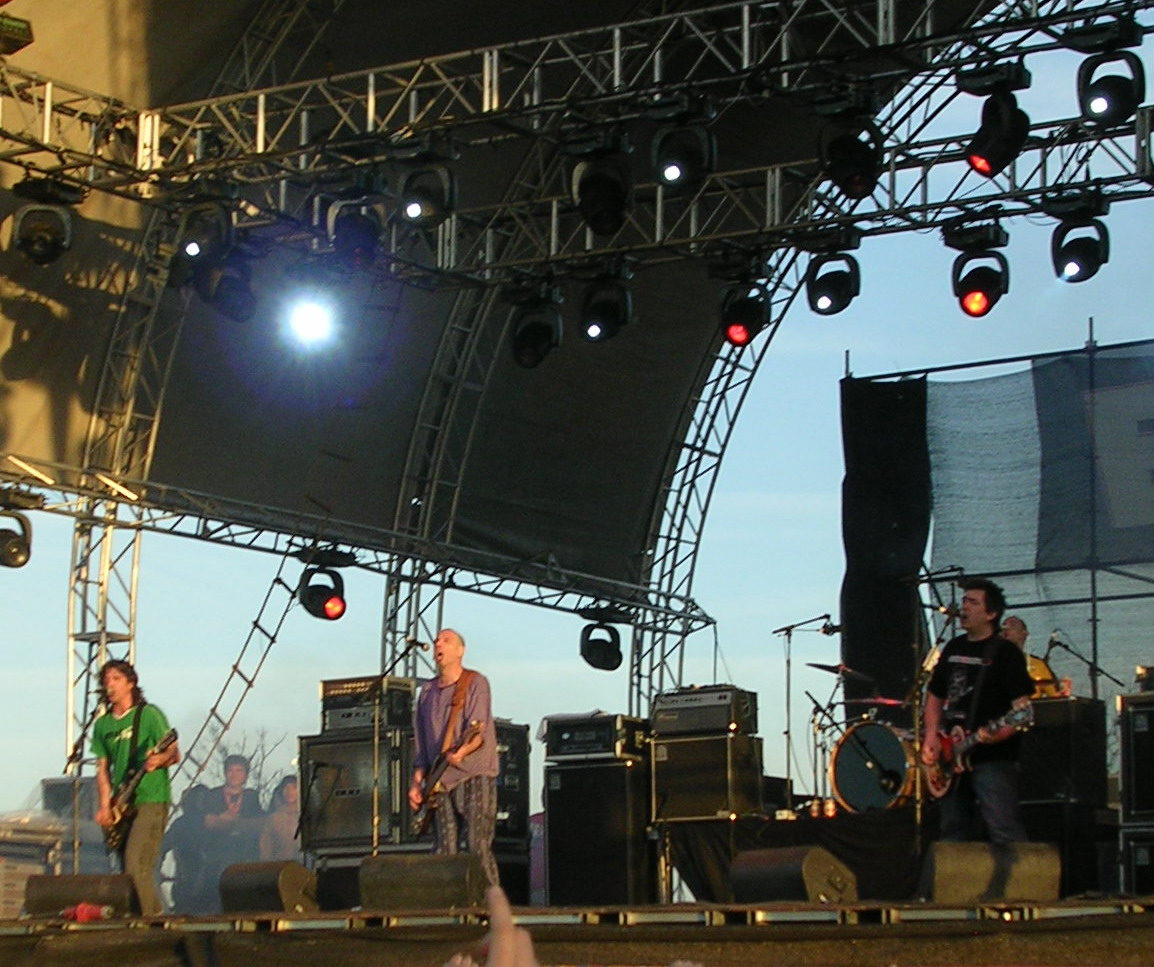
Barricada en el Extremúsika 2006

- Viernes: Sínkope, Tierra Santa, Los Delinqüentes, Albertucho, Kiko Veneno, Pereza, Loquillo, Gatillazo, Hamlet, Lujuria, Mamá Ladilla, Los Reconoces, El gitano, la cabra y la trompeta, MAS, La familia Iskariote, The Buzzos, El Desván del Duende.

- Sábado: Celtas Cortos, Barón Rojo, Reincidentes, Kreator, Despistaos, La cabra mecánica, Mojinos Escozíos, Barricada, Boikot, Porretas, Skalariak, Vantroi, Parabellum, Dr. Sapo, Transfer, Cross ahead.

### 2007
- Jueves: The Bon Scott Band, Medina Azahara, Def Con Dos, Hamlet, Uzzhuaïa, Gérmenes, AmenoSKuartO, MAS, Calaña, Antisocial, Ázido Sulfúrico, Parafernalia.

- Viernes: Canteca de Macao, El Último Ke Zierre, Blind Guardian, MURO, Boikot, Siniestro Total, Ilegales, Albert Pla, Los Suaves, El Bicho, La Mala Rodríguez, Sínkope, Segismundo Toxicómano, Kaotiko, La Pulquería, Ars Amandi, Maggot Brain, Los Jacobos, Fügü.

- Escenario Covers Amstel

La Leñera, The Sex Pistols Experience, No Somos Nada, Micromachine, Los Parpel, Dj Marearock, Pal Keli.
- Sábado: Los Chichos, Banda Bassotti, The Toy Dolls, Los Delinqüentes, Rosendo, Inconscientes, Albertucho, Macaco, La Excepción, Burning, Quique González, Dr. Sapo, Piperrak, Fe de Ratas, Skizoo, Silver Fist, Stravaganzza, Stafas.

- Escenario Covers Amstel

Kissexy, AC/NE, Momo, La Pasma, Sábado Negro, Metalmanía.

### 2008
- Jueves: Mamá Ladilla (aplazado al viernes), Rata Blanca (suspendido), Saratoga (aplazado al viernes), Loquillo, Barricada, Strawberry Hardcore, Vantroi, Ktulu, Hora Zulu, Discordia, Memoria Pez, Dakidarria, Bellota Negra, Gritando en Silencio

- Viernes: Bersuit (suspendido), La Vela Puerca, Reincidentes, Porretas, Def Con Dos, Obús, Albertucho, Mojinos Escozíos, Gwendall, Violadores del Verso, Sínkope, Narco, Todos Tus Muertos, Desidencia, Obrint Pas, Benito Kamelas, Amenoskuarto, Garaje Jack.

- Escenario Covers Amstel:

Momo (suspendido), La Leñera, Edguy, Zolo Zeppelin, Bad Manners, The Pink Tones, Dr.Snake, La Vaca Azul, Engendro
- Sábado (suspendido): Gipsy Kings, Koma, Muchachito Bombo Infierno, Molotov, El Último Ke Zierre, Los Muertos de Cristo, Europe, Manolo Chinato, M Clan, Amparanoia, SFDK, El Combo Linga + Bebe, Moonspel, Habeas Corpus, No Relax, La taberna de Moe, Tendencia, Ra, Alergia

- Escenario Covers Amstel

Vitalogy, Voodoo Children, Falconneti Family, Ariel Rot, Raimundo Amador, The Iron Maidens, Senda, Mr.Rock

### 2009
- Jueves: Albertucho, Boikot, Rosendo, Sínkope, Violadores del Verso, El Combolínga, Sidecars, Vargas Blues Band, No Relax, Sonora, Amenoskuarto, Conflikto, Cría cuervos, Wartime.

- Viernes: Mägo de Oz, Def Con Dos, Toy Dolls, Ojos de Brujo, Celtas Cortos, Gatillazo, Noi del Sucre, Hamlet, Skizoo, Avalanch, Jorge Salán, Falsalarma, Fonzie, Ratos de Porão, Eskorzo, Sindicato del Crimen, Maggot Brain, Sioux, Barra Libre.

- Escenario Temático:

Triana, Alameda, Lole Montoya, Jethro Tull, Imán Califato Independiente, Raimundo Amador, Smash, Tabletom, Amadablan.
- Sábado: Los Chunguitos, The Misfits, Piperrak, Los Delinqüentes, Ska-P, Bad Religion, WarCry, Medina Azahara, Los Suaves, Los Ilegales, Koma, Mamá Ladilla, Tote King, Breed 77, El Puchero del Hortelano, Los Niños de los Ojos Rojos, Lendakaris Muertos, Ni Por Favor Ni Ostias, La taberna de Moe, Bucéfalo.

- Escenario Temático

The Ramonas, Albert Plá, De Acero, Tequila, Nacha Pop, Tonino Carotone, El Desván del Duende, El tío calambres, Topo, The Milkway Express, Nocturnia, The Winslow.

### 2014
Rosendo, El Drogas, Rulo y La Contrabanda, El Canijo de Jerez, Albertucho, Sínkope, La M.O.D.A., La Trueke.

### 2018
- Jueves: Manolillo Chinato, Rosendo, Inconscientes, Poncho K, Mojinos Escozios, Sôber, Tierra Santa, Aslandticos, Belo Susodicho, Bucéfalo, La Mendinga, Iratxo, Vuelo 505.

- Viernes: Parabellum, Def Con Dos, Gatillazo, Sínkope, Desakato, El Langui, Riot Propaganda, La Raíz, Boni, Juanito Makandé, Luter, O'Funk'illo, Darkness Bizarre, Carlos Chaouen, Los Jacobos, Green Valley, El Desván, Tonino Carotone, Bourbon Kings, Junior London, Lady Jaque, Flashmob, Fernanda Martins, Christian Smith, Karretero, Manu Roma, Sacred Lines.

- Sábado: The Prodigy, Soziedad Alkohólika, Lendakaris Muertos, Wyoming & Los Insolventes, Los Niños de los Ojos Rojos, Narco, La Mala Rodríguez, Medina Azahara, Triana, Omnia Transit, Hamlet, Antílopez, Mártires del Compás, Bocanada, Última Experiencia, Alameda, Ramoninos, Gonçalo b2b Uner, Raúl Pacheco, Carlos Chaparro, Stefano Noferini, Mario Donoso, Dani Lewis

### 2019
- Miércoles: Marea, Bocanada, El desván, Vuelo505.
- Jueves: Amenoskuarto, 1945, Stravaganzza, Sonotones, Gatibu, Machete en Boca, Lülu, Angelus Apatrida, Vinila Von Bismark, Ramoncín, La Pegatina, La Desbandada, La Regadera, Iratxo.

- Viernes: Descalzas, El Duende Callejero, Shoul & Libra Loggia, Las Sexpeares, Tracción, Saratoga, Porretas, El Niño de la Hipoteca, Desakato, Iseo & Dodosound, C. Tangana, Toteking, El Último Ke Zierre, La Fuga, Koma, Lujuria.

- Sábado: El Reno Renardo, Celtas Cortos, Smoking Souls, Les Motriz, Cuatro Madres, La Ira, Zea Mays, Hora Zulú, Los Benito, Kaotiko, La Beriso, Natos y Waor, Dubioza Kolektiv, Josetxu Piperrak, O'funk'Illo, La Señora Tomasa.

### 2022
- Jueves: Pan-Z, María Peláe, Antílopez, El Canijo de Jerez, Trashtucada, Los River Riders, Mafalda, Desakato, Boikot, Sínkope, Rayden, Juancho Marqués, Fyahbwoy, Nach, Recycled J, Hard GZ, Fatima Hajji, Junior London Sacred Lines, Nando Rodríguez
- Viernes: Mario Donoso, Huecco, Juanito Makandé, Miguel Campello, Ciclonautas, Mr. Kilombo, Macaco, Shinova, Los Zigarros, Che Sudaka, Shoul & Libra Loggia, Rapsusklei, Costa, RVFV, Nikone, SFDK, Gonçalo B2B Raúl Pacheco, Spartaque, Bizza
- Sábado: Descalzas, La Regadera, Bad Gyal, Kase.O Jazz Magnetism, Soziedad Alkoholika, Omnia Transit, Mala Rodríguez, Green Valley, Reincidentes, Los De Marras, Vendetta Squad, Beny JR, Foyone, Zetazen, Ayax y Prok, Maikel Delacalle, Sho-Hai, Kaydy Cain, Cristian Varela, Horacio Cruz

### 2023
- Jueves: Boikot, El Drogas, El Jose, Fernandocosta, La M.O.D.A., Marc Seguí, Matthias Tanzmann, Mëstiza, Muyayo Rif, Ptazeta, Recycled J, Rvfv, Z00, Dante, Darkness Bizarre, Delgao, Jarfaiter, Javypablo, K1za, Los Niños Jesús, Parkineos
- Viernes: Natos y Waor, Ska-P, Delaossa, El Último Ke Zierre, Eskorzo, Hora Zulu, Mago de Öz, Morad, Muerdo, Obús, Xenia, A Tiro, Al Safir, Daniflakko, Ezvit 810, La Regadera, Love Yi, Nando Rodríguez, Nickzzy, Serial Killerz, Zaidbreak Dj
- Sábado: Quevedo, Ayax y Prok, Belén Aguilera, Celtas Cortos, Fernanda Martins, Hard GZ, Hens, Horacio Cruz, Kaydy Cain, La Pegatina, Los Chikos del Maíz, Miguel Campello, Talco, Tu Otra Bonita, Anier, Carlos Chaparro, Carmen Berrocal, La Pantera, Las Ninyas Del Corro, We Are Not Dj's, Yeicoxtoni